# Красное (Юрьев-Польский район)
Кра́сное — село в Юрьев-Польском районе Владимирской области России. Административный центр Красносельского сельского поселения.

## География
Село расположено в 2 км к северу от Юрьев-Польского.

## История
Во 2-й половине XIV века село принадлежало великому князю московскому Дмитрию Ивановичу Донскому. В 1389 он завещал село своему старшему сыну Василию Дмитриевичу. Красное было дворцовым селом и принадлежало великим князьям и царям московским до 1639 года, когда было пожаловано царём Михаилом Фёдоровичем за верную службу дьяку Нечаеву.
B конце XIX — начале XX века село входило в состав Ильинской волости Юрьевского уезда Владимирской губернии. В 1859 году в селе числилось 76 дворов, в 1905 году — 95 дворов.
С 1929 года село являлось центром Красносельского сельсовета Юрьев-Польского района.

## Население
| 1859 | 1905 | 2002 | 2010 | 2021 |
| ---- | ---- | ---- | ---- | ---- |
| 565  | ↗663 | ↘630 | ↘605 | ↗649 |

## Инфраструктура
В селе имеется учреждение для общественного воспитания детей дошкольного возраста — Детский сад №4 «Улыбка». До 2009 года действовала Красносельская начальная общеобразовательная школа.

## Достопримечательности
В настоящее время в селе сохранилась Знаменская церковь.